# Contea di Morgan (Missouri)
La contea di Morgan (in inglese Morgan County) è una contea dello Stato del Missouri, negli Stati Uniti. La popolazione al censimento del 2000 era di 19 309 abitanti. Il capoluogo di contea è Versailles